# James Patrick Stuart
James Patrick Stuart (n. 16 iunie 1968) este un comediant american.